# The Last Blood
Pour plus de détails, voir Fiche technique et Distribution.
The Last Blood (驚天十二小時, Jing tian shi er xiao shi, litt. « Ambition ») est un film d'action hongkongais écrit et réalisé par Wong Jing et sorti en 1991 à Hong Kong.
Il sort au Royaume-Uni sous le titre À toute épreuve 2 (Hard Boiled 2) bien qu'il précède d'un an le film À toute épreuve de John Woo et qu'il n'a rien à voir avec lui.
Il totalise 13 984 574 HK$ au box-office.

## Synopsis
Une nuit, un homme s'approche d'une résidence pour livrer une cassette vidéo à ses occupants qui sont tous des terroristes armés. Lorsque son visage est montré sur la vidéo, quelqu'un lui tend une arme à feu et ils tuent la plupart des terroristes pendant l'irruption de la police. Mais le chef est parvenu à s'échapper, laissant presque tous ses hommes morts ou arrêtés. Il est révélé qu’il s’agit d’une opération d'Interpol, sous la responsabilité des officiers Lui Tai (Alan Tam) et Stone (Bryan Leung). La cachette appartenait à une cellule de l'Armée rouge japonaise, sous la direction du commandant chinois de la cellule, Kama Kura. La police sait que la menace n’est pas éradiquée car Kama Kura compte de nombreux membres de sa cellule dans tout Singapour.
Le même jour, à l'occasion de la 25e fête nationale de Singapour (en), le Daka Lama visite la cité-état pour une interview. Cependant, des membres de l'Armée rouge attaque le convoi à l'aéroport de Changi et le chef religieux est grièvement blessé. Big B (Andy Lau), un membre de la triade de Hong Kong en vacances à Singapour, est également impliqué dans l'attaque et sa petite amie est blessée pendant l'incident. Tous deux sont admis dans le même hôpital et on découvre qu'ils ont tous deux le même type de groupe sanguin rare que trois personnes seulement à Singapour. En raison de la menace à la sécurité, l'armée singapourienne envoie des hommes à l'hôpital.
Big B et la police recherchent rapidement les trois donneurs. Cependant, l’Armée rouge japonaise tue très vite les deux premiers, laissant à Big B le soin de retrouver et de protéger le dernier donneur, un marginal nommé Fatty (Eric Tsang), qui hésite à aider le gangster ou la police. Cependant, une embuscade de l'Armée rouge à Sentosa se termine par l'arrestation de Fatty et Big B par la police. La situation s'aggrave lorsque le convoi est pris dans une nouvelle embuscade dans la nuit, laissant Tai Tai, Big B, Fatty, le partenaire de Lui, et Stone, les seuls survivants, poursuivis par les terroristes en moto. Ils réussissent cependant à survivre et capturent même au passage l'un des membres de l'Armée rouge. Le fait que le groupe terroriste connaisse l’heure d'arrivée du Daka Lama, le nom des donneurs ainsi que leurs mouvements, amène Lui Tai à penser qu’il pourrait y avoir une taupe.
Pendant ce temps, la cellule de l'Armée rouge et leur chef Kama Kura continuent de planifier leur prochaine action, qui consiste à s'en prendre à Fatty et à sa petite amie mais cela échoue avec la perte de 2 hommes sur 4. Cependant, les terroristes déterminent bientôt où s'est rendu Fatty et ciblent la famille de sa petite amie. Dans la fusillade qui s'ensuit, la petite amie de Fatty et tous les membres de sa famille sauf un sont tués, poussant Fatty à se venger personnellement sur l'un des tireurs.
En dehors de la résidence, Stone révèle finalement qu'il est la taupe et cela en raison de la forte somme d'argent offerte par Kama Kura et dont sa famille a cruellement besoin. Ceci explique pourquoi, plus tôt lors d'une embuscade, Kama Kura avait réussi à s'échapper quoique Stone lui ait tiré dessus mais manqué (probablement exprès). Lui Tai met toutefois fin au problème en tuant Stone d'une balle dans la tête. Après avoir assisté à l'agonie de sa petite amie, Fatty accepte de donner son sang pour sauver le Daka ainsi que la petite amie de Big B pour honorer sa promesse à sa propre petite amie décédée.
Une fois les informations parvenues à Kama Kura, celui-ci attaque l'hôpital avec ses derniers hommes. Il perd son assassin femme tuée par un couteau chirurgical à la gorge par le Daka. Cela oblige Kama Kura à mener lui-même l'ultime attaque, tuant tous les gardes sur son passage. Une bataille finale fait rage entre Big B, Lui et Kama Kura, tandis que Fatty donne son sang. Lui est maîtrisé par Kama Kura qui utilise à plusieurs reprises un lance-grenades, mais Big B intervient et désarme le chef terroriste en retirant le chargeur de son fusil d’assaut M16A1, laissant le duo se livrer à un combat au corps à corps contre lequel Big B est presque vaincu mais réussit à retenir le chef terroriste avec une bouteille d’oxygène. Lui est en mesure de récupérer son arme en utilisant une voiture télécommandée appartenant à l'une des filles de Stone et tire sur le barillet au moment où Kama Kura tente de le jeter à Big B, mettant ainsi fin à la menace de l'Armée rouge pour le Daka qui, avec la petite amie de Big B, sont tous deux sauvés grâce à la transfusion sanguine de Fatty.

## Fiche technique
- Titre original : 驚天十二小時
- Titre international : The Last Blood
- Réalisation : Wong Jing
- Scénario : Wong Jing
- Photographie : Peter Ngor
- Montage : Cheung Kwok-kuen
- Musique : Tang Siu-lam
- Production : Yuen Sin-kan
- Société de production : Impact Films Investment Limited
- Société de distribution : San Bo Film Distributions
- Pays d'origine :  Hong Kong
- Langue originale : cantonais, mandarin et japonais
- Format : couleur
- Genre : action
- Durée : 94 minutes
- Dates de sortie :
  -  Taïwan : 29 décembre 1990
  -  Hong Kong : 14 mars 1991
  -  Royaume-Uni : 1991

## Distribution
- Alan Tam : Lui Tai, un agent d'Interpol
- Andy Lau : Big B, un membre des triades de Hong Kong en vacances à Singapour
- Eric Tsang : Fatty
- Bryan Leung : Stone, un officier de police qui travaille comme taupe pour l'Armée rouge japonaise pour de l'argent
- May Lo (en) : May/Ling, la petite amie de Big B
- Natalis Chan : le docteur Ferrari
- Law Shu-kei : Daka Lama
- Jackson Lau : Soporo
- Chin Ho : Kama Kura
- Chui Sau-lai : Ling
- Lau Kei
- Cheung Sze-lai
- Poon Yan
- Hung Pui-hing
- Cheung Kam-yuk
- Yeung Yim-ching
- Yeung Wing-cheung
- Wong Kwun-lung
- Lam Hoi-kwok
- Cheng Chan-seng
- Lee Kam-loi
- Chu Kwan-yeung : un garde du corps du Daka Lama
- Hung Tung-kim